# Hirameki

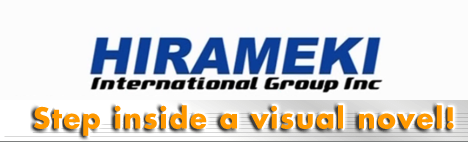
Slogan de Hirameki.

Hirameki International Group Inc. était une société américaine fondée en mars 2000, spécialisée dans la traduction de visual novels / romans vidéoludiques japonais et de leur diffusion sur le marché américain. Le nom de la société vient du mot japonais pour « flash » ou « aperçu ». Le 2 janvier 2008, la société a choisi de se retirer de la production de jeux.
En novembre 2010,[réf. nécessaire] Hirameki est revenu en tant que revendeur d'accessoires de jeux vidéo pour leur société d'origine, Cyber Gadget. Depuis mars 2011, ils sont le seul vendeur autorisé d'accessoires de jeux vidéo Cyber Gadget aux États-Unis.

## Produits

### AnimePlay PC
La gamme AnimePlay PC : ces titres sont des visual novels qui ne peuvent être lus que via un PC.
- Ai Yori Aoshi
- Animamundi Dark Alchemist
- Piece of Wonder
- Ever 17: The Out of Infinity
- Yo-Jin-Bo

### AnimePlay DVD
Ces titres sont des visual novels qui peuvent être lus via un lecteur DVD.
- Amusement Park
- Day of Love
- Dragonia
- Exodus Guilty
- Hourglass of Summer
- Ishika & Honori
- Phantom of Inferno
- Tea Society of a Witch

### Accessoires de jeu
Hirameki vend des accessoires pour les consoles de jeux vidéo suivantes :
- Nintendo DS, Nintendo DSi, Nintendo DSi XL et Nintendo 3DS
- Nintendo Wii
- Sony PS3, Sony PSP et Sony PSP Go